# Yakup Şener
Yakup Şener (* 1. September 1990 in Trabzon) ist ein türkischer Profiboxer. Als Amateur war er unter anderem Teilnehmer der Olympischen Sommerspiele 2012 in London.

## Amateurkarriere
Yakup Şener boxte für den Verein Fenerbahçe SK. Seine größten Nachwuchserfolge waren der Gewinn jeweils einer Bronzemedaille bei der Schüler-Europameisterschaft 2004 in Siófok und der Kadetten-Weltmeisterschaft 2006 in Istanbul.
Bei den Erwachsenen wurde er 2009 Türkischer Meister im Leichtgewicht, 2011 Türkischer Meister im Halbweltergewicht und 2013 Türkischer Meister im Weltergewicht.
Im April 2012 gewann er im Halbweltergewicht die europäische Olympiaqualifikation in Trabzon und besiegte dabei den Kroaten Danijel Vekić, den Engländer Sam Maxwell, den Moldauer Dmitri Galagot und den Franzosen Chabane Fehim. Er war somit für die Olympischen Sommerspiele 2012 in London qualifiziert und siegte in der Vorrunde gegen Serge Ambomo aus Kamerun, ehe er im Achtelfinale gegen den Usbeken Uktamjon Rahmonov ausschied.
2016 bestritt er für das Team Türkiye Conquerors noch drei Kämpfe in der World Series of Boxing.

## Profikarriere
Yakup Şener wurde 2022 Profi und steht beim türkischen Promoter Serdar Avcı unter Vertrag.